# Tijan Jaiteh
Tijan Jaiteh (* 31. Dezember 1988 in Bwiam) ist ein gambischer Fußballspieler, der seit 2007 für den norwegischen Verein Brann Bergen in der Position eines Mittelfeldspielers spielt und einen Fünfjahresvertrag bis 2012 erhalten hatte. Vorher war er bei dem Verein Gambia Ports Authority FC.
Bei der Junioren-Fußballweltmeisterschaft 2007 war er Mitglied seiner gambischen Mannschaft, wie zuvor bei der U-17-Fußball-Weltmeisterschaft 2005. Während dieser Turniere war er Kapitän seiner Mannschaft.
Auch für die gambische Fußballnationalmannschaft war er während der Qualifikation für die Fußball-Weltmeisterschaft 2010 im Einsatz.